# 琴三 (呼出)
琴三（ことぞう、1971年（昭和46年）2月8日 - ）は、大相撲の幕内呼出である。本名は都間 壮（つま つよし）。島根県雲南市出身。佐渡ヶ嶽部屋所属。血液型はA型。

## 履歴
- 1986年5月場所 - 初土俵。
- 1994年7月場所 - 呼出の番付制導入により、三段目呼出となる。
- 1995年1月場所 - 幕下呼出に昇進。
- 1999年9月場所 - 十両呼出に昇進。
- 2004年1月場所 - 幕内呼出に昇進。